# أندري موريسان
أندري موريسان (بالرومانية: Andrei Mureșan)‏ هو لاعب كرة قدم روماني في مركز قلب الدفاع، ولد في 1 أغسطس 1985 في Turda ‏ في رومانيا. لعب مع جامعة كلوج ورابيد بوخارست وسي إف آر كلوج ونادي أسترا جورجو ونادي خزر لنكران ونادي شريف تيراسبول ونادي كوبان كراسنودار.

## وصلات خارجية
- أندري موريسان على موقع قاعدة بيانات كرة القدم.إي يو (الإنجليزية)
- أندري موريسان على موقع Soccerway.com (الإنجليزية)
- أندري موريسان على موقع عالم كرة القدم.نت (الإنجليزية)